# Nina Hasselmann
Nina Hasselmann (* 31. Mai 1986 in Nürnberg) ist eine deutsche Hockeyspielerin.
Hasselmann war seit 2001 in Jugendmannschaften für den Deutschen Hockey-Bund aktiv. 2002 gewann sie mit der deutschen Mannschaft bei der U18-Europameisterschaft, 2003 gewann sie Silber, wie auch 2005 bei der Juniorenweltmeisterschaft. 2006 gehörte sie dann zum siegreichen Team bei der U21-Europameisterschaft. Die Verteidigerin debütierte am 26. Mai 2007 in der deutschen Hockeynationalmannschaft. Sie nahm seither fünfmal an der Champions Trophy teil, mit einem zweiten Platz 2008 als größter Erfolg. 2009 und 2011 belegte sie mit der deutschen Mannschaft den zweiten Platz bei den Europameisterschaften, dazwischen lag der vierte Platz bei der Feldhockey-Weltmeisterschaft 2010.
Nina Hasselmann hat 219 Länderspiele absolviert.(Stand 12. Juni 2016)
Sie begann beim Nürnberger HTC und wechselte 2005 zum Münchner SC. Hasselmann studiert Bauingenieurwesen im Masters-Studiengang.